# Schooled
Schooled – amerykański serial telewizyjny (sitcom) wyprodukowany przez Adam F. Goldberg Productions, Happy Madison Productions, Marc Firek Productions, Doug Robinson Productions, ABC Studios oraz Sony Pictures Television, który jest spin-offem serialu Goldbergowie. Serial był emitowany od 9 stycznia 2019 roku do 13 maja 2020 roku na ABC.
Fabuła serialu dzieje się w latach 90., skupia się na pracy i życiu Lainey Lewis, nauczycielki w szkole średniej.

## Obsada

### Główna
- AJ Michalka jako Lainey Lewis[2]
- Tim Meadows jako  Principal John (Andre) Glascott[2]
- Bryan Callen jako trener Rick Mellor[2]
- Brett Dier jako  Charlie "C.B." Brown[3]

### Drugoplanowe
- Lennon Parham jako Liz Flemming
- Stephen Tobolowsky jako Earl Ball
- Clancy Brown jako pan Crosby
- Alphonso McAuley jako Coop
- Ana Gasteyer jako Susan Cinoman
- Greg Proops jako pan Granger
- Sean Marquette jako Johnny Atkins
- Rachel Crow jako Felicia
- Israel Johnson jako Ed
- Dallas Edwards jako Aaron
- Jeffrey Cade Ross Brown jako Tom Scott
- Gabe Gibbs jako Weasel
- Sofie Landsman jako Jessica
- Abi Brittle jako Becky
- Connor Cain jako Bobby Maloney

## Odcinki
| Sezon | Odcinki | Oryginalna emisja w ABC | Oryginalna emisja w ABC |
| Sezon | Odcinki | Premiera sezonu         | Finał sezonu            |
| ----- | ------- | ----------------------- | ----------------------- |
| 1     | 13      | 9 stycznia 2019         | 8 maja 2019             |
| 2     | 21      | 25 września 2019        | —                       |

### Sezon 1 (2019)
| Nr | #  | Tytuł                                  | Reżyseria         | Scenariusz                                                                  | Premiera w ABC   |
| -- | -- | -------------------------------------- | ----------------- | --------------------------------------------------------------------------- | ---------------- |
| 1  | 1  | Be Like Mike                           | David Katzenberg  | Marc Firek                                                                  | 9 stycznia 2019  |
| 2  | 2  | Lainey's All That                      | David Katzenberg  | David Guarascio                                                             | 16 stycznia 2019 |
| 3  | 3  | Tamagotchis and Bells                  | Jay Chandrasekhar | Michael J. Weithorn                                                         | 23 stycznia 2019 |
| 4  | 4  | I, Mellor                              | David Katzenberg  | Andrew Secunda                                                              | 30 stycznia 2019 |
| 5  | 5  | Money for RENT                         | David Katzenberg  | Adam F. Goldberg, Chris Bishop                                              | 13 lutego 2019   |
| 6  | 6  | Rock for Jocks                         | David Katzenberg  | Peter Dirksen, Jonathan Howard                                              | 20 lutego 2019   |
| 7  | 7  | Kris Kross                             | David Katzenberg  | Kerri Doherty                                                               | 27 lutego 2019   |
| 8  | 8  | Lainey and Erica's High School Reunion | David Katzenberg  | Vanessa Mancos, Adam F. Goldberg, Chris Bishop, Matt Edsall, Jimmy Mosqueda | 13 marca 2019    |
| 9  | 9  | Darth Mellor                           | Lea Thompson      | Adam F. Goldberg, Chris Bishop, Andy Secunda                                | 20 marca 2019    |
| 10 | 10 | There's No Fighting in Fight Club      | David Katzenberg  | David Guarascio                                                             | 3 kwietnia 2019  |
| 11 | 11 | Glascott Mascot                        | Richie Keen       | Vanessa McCarthy                                                            | 10 kwietnia 2019 |
| 12 | 12 | CB Likes Lainey                        | Jay Chandrasekhar | Jonathan Howard, Peter Dirksen                                              | 1 maja 2019      |
| 13 | 13 | Dr. Barry                              | David Katzenberg  | Adam F. Goldberg, Marc Firek                                                | 8 maja 2019      |

### Sezon 2 (2019-2020)
| Nr | #  | Tytuł                       | Reżyseria         | Scenariusz                                  | Premiera w ABC       |
| -- | -- | --------------------------- | ----------------- | ------------------------------------------- | -------------------- |
| 14 | 1  | Dangerous Minds             | David Katzenberg  | Andrew Secunda                              | 25 września 2019     |
| 15 | 2  | I'll Be There For You       | David Katzenberg  | Vanessa McCarthy                            | 2 października 2019  |
| 16 | 3  | The Rudy-ing of Toby Murphy | Jay Chandrasekhar | Vijal Patel                                 | 9 października 2019  |
| 17 | 4  | Kick Like a Girl            | David Katzenberg  | Peter Dirksen & Jonathan Howard             | 16 października 2019 |
| 18 | 5  | Outbreak                    | Lea Thompson      | Kerri Doherty                               | 23 października 2019 |
| 19 | 6  | Run, Rick, Run              | David Katzenberg  | Adam F. Goldberg                            | 30 października 2019 |
| 20 | 7  | Hakuna Matata               | David Katzenberg  | Vanessa McCarthy, Adam F. Goldberg          | 6 listopada 2019     |
| 21 | 8  | Friendsgiving               | Lea Thompson      | Lisa K. Nelson                              | 20 listopada 2019    |
| 22 | 9  | The Pokémon Society         | Christine Lakin   | Donielle Muransky                           | 4 grudnia 2020       |
| 23 | 10 | Beanie Babies               | David Katzenberg  | Matt Edsall, Jonathan Howard, Peter Dirksen | 11 grudnia 2020      |
| 24 | 11 | Boy Bands                   | Lea Thompson      | Matt Edsall, Adam F. Goldberg               | 15 stycznia 2020     |
| 25 | 12 | FeMellor                    | Jay Chandrasekhar | Vanessa McCarthy, Tom Hertz                 | 22 stycznia 2020     |
| 26 | 13 | Titanic Love                | David Katzenberg  | Adam F. Goldberg, Tom Hertz                 | 29 stycznia 2020     |
| 27 | 14 | Singled Out                 | David Katzenberg  | Vijal Patel, Andrew Secunda                 | 12 lutego 2020       |
| 28 | 15 | Moving On                   | Christine Lakin   | Emily Ann Brandstetter                      | 19 lutego 2020       |
| 29 | 16 | Rock Star                   | David Katzenberg  | Kerri Doherty                               | 18 marca 2020        |
| 30 | 17 | Garden Party                | David Katzenberg  | Donielle Muransky                           | 25 marca 2020        |
| 31 | 18 | Lainey's Mom                | Melissa Joan Hart | Lisa K. Nelson                              | 1 kwietnia 2020      |
| 32 | 19 | Principal for a Day         | Lea Thompson      | Matthew Edsall                              | 15 kwietnia 2020     |
| 33 | 20 | CB Saves the Planet         | Eric Dean Seaton  | Peter Dirksen, Jonathan Howard              | 22 kwietnia 2020     |
| 34 | 21 | Clueless                    | Andrew Secunda    | Tom Hertz                                   | 13 maja 2020         |

## Produkcja
16 kwietnia 2018 roku stacja ABC ogłosiła zamówienie pierwszego sezonu, który zadebiutuje w sezonie telewizyjnym 2018/2019,  a główne zagrają Tim Meadows, Bryan Callen i AJ Michalka.
Na początku października 2018 roku, poinformowano, że Brett Dier dołączył do obsady.
14 maja 2019 roku, stacja ABC  przedłużyła serial o drugi sezon. W dniu 21 maja 2020 roku, stacja ABC ogłosiła skasowanie serialu.